# Actinoschoenus thouarsii
Actinoschoenus thouarsii är en halvgräsart som först beskrevs av Carl Sigismund Kunth, och fick sitt nu gällande namn av George Bentham. Actinoschoenus thouarsii ingår i släktet Actinoschoenus och familjen halvgräs. Inga underarter finns listade i Catalogue of Life.